# Список об'єктів Світової спадщини ЮНЕСКО в Малі
Список об'єктів Світової спадщини ЮНЕСКО у Малі станом на 2014 рік налічує 4 об'єкти, що становить приблизно 0,4 % загальної кількості об'єктів Світової спадщини у світі (981 станом на 2013 рік).
3 пам'ятки Світової спадщини належать до об'єктів культурного і 1 — до об'єктів змішаного типу. Малі ратифікувало Конвенцію ЮНЕСКО про охорону всесвітньої культурної і природної спадщини 5 квітня 1977 року, а перші 2 пам'ятки увійшли до переліку Світової спадщини 1988 року на 12-й сесії Комітету Світової спадщини ЮНЕСКО. Наділі список об'єктів Світової спадщини у Малі поповнювався 1989 та 2004 року.
У 2012 році об'єкти під назвами Тімбукту та Могила Аскіа внесені до списку об'єктів Світової спадщини, що перебувають під загрозою знищення.

## Пояснення до списку
У таблицях нижче об'єкти розташовані у хронологічному порядку їх додавання до списку Світової спадщини ЮНЕСКО.
Кольорами у списку позначено:
На мапах кожному об'єкту відповідає червона позначка ().

## Розташування об'єктів
| Дженне Тімбукту Бандіагара Могила Аскіаclass=notpageimage\| Об'єкти Світової спадщини ЮНЕСКО на мапі Малі |

## Список
У даному списку подано перелік об'єктів Світової спадщини ЮНЕСКО у Малі в хронологічному порядку їх додавання до списку.
| № | Зображення | Назва                                                                         | Розташування     | Час створення   | Рік внесення до списку     | №                                                   | Критерії    |
| - | ---------- | ----------------------------------------------------------------------------- | ---------------- | --------------- | -------------------------- | --------------------------------------------------- | ----------- |
| 1 |            | Старі міста Дженне (фр. Villes anciennes de Djenné)                           | Область Мопті    | 250 р. до н. е. | 1988                       | 116 [Архівовано 24 грудня 2018 у Wayback Machine.]  | iii, iv     |
| 2 |            | Тімбукту (фр. Tombouctou)                                                     | Область Томбукту | XV—XVI століття | 1988 (під загрозою з 2012) | 119 [Архівовано 24 грудня 2018 у Wayback Machine.]  | ii, iv, v   |
| 3 |            | Нагір'я Бандіагара (долина догонів) (фр. Falaises de Bandiagara (pays dogon)) | Область Мопті    | XIV століття    | 1989                       | 516 [Архівовано 24 грудня 2018 у Wayback Machine.]  | v, vii      |
| 4 |            | Могила Аскіа (фр. Tombeau des Askia)                                          | Область Гао      | 1495            | 2004 (під загрозою з 2012) | 1139 [Архівовано 24 грудня 2018 у Wayback Machine.] | ii, iii, iv |

## Розташування кандидатів
| Камаблон Букль-де-Бауле Ессук Хамдаллахі Форт у Медін Мечеть у Ніоно Курукан Фуга Мечеть Комогель Сікассоclass=notpageimage\| Кандидати на входження до списку Світової спадщини ЮНЕСКО на мапі Малі |

## Попередній список
Попередній список — це перелік важливих культурних і природних об'єктів, що пропонуються включити до Списку всесвітньої спадщини. Станом на 2013 рік урядом Малі запропоновано внести до переліку об'єктів Світової спадщини ЮНЕСКО ще 9 об'єктів. Їхній повний перелік наведено у таблиці нижче.
| № | Зображення | Назва                                                                        | Розташування     | Час створення | Рік внесення до списку | №                                                    | Критерії  |
| - | ---------- | ---------------------------------------------------------------------------- | ---------------- | ------------- | ---------------------- | ---------------------------------------------------- | --------- |
| 1 |            | Камаблон (фр. Kamablon)                                                      | Область Кулікоро | —             | 1999                   | 1347 [Архівовано 6 серпня 2018 у Wayback Machine.]   | ii, iv    |
| 2 |            | Букль-де-Бауле (фр. La Boucle du Baoulé)                                     | Область Кулікоро | 1982          | 1999                   | 1348 [Архівовано 8 серпня 2012 у Wayback Machine.]   | ii, iv    |
| 3 |            | Ессук (фр. Es-Souk)                                                          | Область Кідаль   | IX століття   | 1999                   | 1349 [Архівовано 4 серпня 2020 у Wayback Machine.]   | ii, iv    |
| 4 |            | Велика п'ятнична мечеть у Ніоно (фр. La grande mosquée de vendredi de Niono) | Область Сегу     | 1948          | 2008                   | 5440 [Архівовано 26 жовтня 2012 у Wayback Machine.]  | iii, iv   |
| 5 |            | Старе місто Хамдаллахі (фр. La Cité Historique de Hamdallahi)                | Область Мопті    | 1820          | 2009                   | 5438 [Архівовано 8 серпня 2012 у Wayback Machine.]   | i, vi     |
| 6 |            | Форт у Медін (фр. La Cité Historique de Hamdallahi)                          | Область Каєс     | 1855          | 2009                   | 5439 [Архівовано 8 серпня 2012 у Wayback Machine.]   | iii, iv   |
| 7 |            | Курукан Фуга (фр. Le site de Kurukan Fuga)                                   | Область Кулікоро | XIII століття | 2009                   | 5441 [Архівовано 25 жовтня 2012 у Wayback Machine.]  | iii, vi   |
| 8 |            | Мечеть Комогель (фр. La Mosquée de Komoguel)                                 | Область Мопті    | 1908          | 2009                   | 5442 [Архівовано 11 січня 2013 у Wayback Machine.]   | iii, iv   |
| 9 |            | Сікассо (фр. Le Tata de Sikasso)                                             | Область Сікассо  | XIX століття  | 2009                   | 5443 [Архівовано 27 вересня 2013 у Wayback Machine.] | i, ii, vi |